# Hanumangarh (Distrikt)
Der Distrikt Hanumangarh (Hindi हनुमानगढ़ जिला) ist ein Distrikt im westindischen Bundesstaat Rajasthan.
Die Fläche beträgt 12.645 km². Verwaltungssitz ist die gleichnamige Stadt Hanumangarh.

## Bevölkerung
Die Einwohnerzahl liegt bei 1.779.650 (2011), mit 933.660 Männern und 845.990 Frauen.